# Rabia Kazan
Pour les articles homonymes, voir Rabia et Kazan (homonymie).
Rabia Özden Kazan, née à Malatya le 25 juin 1976, est une journaliste et essayiste turque.

## Carrière
Rabia Kazan commence sa carrière en 1996, avec le programme de télévision Later hosting Istanbul, sur la chaîne Turkish Flash Tv. Puis elle est journaliste au journal Ortadoğu (de), où elle travaille six ans. C'est à cette époque qu'elle devient célèbre en Turquie en interviewant l'homme qui a tenté de tuer le pape Jean-Paul II, Mehmet Ali Ağca,.
Elle devient ensuite éditrice du magazine Haber Revizyon.
En 2007, elle écrit un reportage à propos de la condition de la femme à Téhéran, intitulé Tahran Melekleri (Les anges de Téhéran), où elle évoque aussi le mariage temporaire, en arabe Mut'a (ﻣﺘﻌـة) qui cache une sorte de prostitution légalisée.

### Vie privée
En 2007 elle se marie avec l'avocat italien Giacinto Licursi, membre du Parti communiste italien. En 2012, elle retire son voile, ce qui lui vaut des menaces de mort.